# Stanislav Sucharda
Stanislav Sucharda (ur. 12 listopada 1866 w Nová Paka, zm. 5 maja 1916 w Pradze) – czeski rzeźbiarz, tworzący w stylu secesji.

## Życiorys
W latach 1886–1892 studiował w Wyższej Szkole Rzemiosła Artystycznego w Pradze pod kierunkiem Josefa Václava Myslbeka. Po ukończeniu studiów został profesorem tej uczelni, początkowo wykładając modelowanie, a od 1899 rzeźbę. W latach 1915–1916 uczył medalierstwa w Akademii Sztuk Pięknych w Pradze.
Był jednym z członków założycieli pisma „Volné směry” (1896) i przez wiele lat przewodniczącym wiodącej czeskiej grupy modernistycznej – Związku Artystów Mánes (Spolek výtvarných umělců Mánes).

## Twórczość
Najbardziej znanym jego dziełem jest znajdujący się w Pradze wielofigurowy pomnik czeskiego historyka Františka Palackiego, otoczony grupami alegorycznymi, symbolizującymi dwie fazy przeszłości narodu (1898–1912). W pomniku tym widać wyraźne wpływy Rodina, którego Sucharda naśladował. Oprócz rzeźb ozdobnych i monumentalnych projektował także mniejsze dzieła, koncentrując się na szczegółowych płaskorzeźbach na tablicach i medalionach.
Opisano go jako impresjonistę z powodu szerokiego użycia światła, ale jego tematy są w dużej mierze symboliczne. Oprócz motywów baśniowych w jego dorobku ok. 60 tablic znajdują się także portrety intymne. W późniejszym okresie życia był także pod wpływem ekspresjonizmu.